# Martin Stensby
Martin Marius Stensby (till 2014 känd som Marie Stensby), ursprungligen Ingrid Lena Marie Stensby, född 15 februari 1959 i Grebbestad i Göteborgs och Bohus län, är svensk riksspelman, musiklärare och författare.
Stensby tilldelades Zornmärket i silver 1975 och blev då riksspelman. Samma märke i guld tilldelades 2002 för Stensbys "briljanta och stilmedvetna spel av låtar från Bohuslän". Stensby är utbildad på Musikhögskolan i Stockholm med inriktning fiolpedagogik, är sedan 1980 bosatt i Jämtland och är verksam som musiklärare på kulturskolan i Krokoms kommun. Stensby fick 1999 stipendium av Strömsunds kommuns kultur- och fritidsnämnd för boken Sikås – byn, gårdarna, släkterna (1996) och 2003 medalj till professor Carl Zetterströms minne – från Kommittén för Jamtamotets bevarande – för sin forskning om Sikåsbygden och dokumentärromanen Öden i forbondetid (2000).
Stensby deltog som representant för Sverigedemokraterna i den kulturdebatt som uppstod efter detta partis inträde i riksdagen 2010. Förslaget om att avveckla allt stöd till mångkultur och att skattepengar endast bör gå till vad Stensby och nämnda parti uppfattar som "svensk kultur" väckte starka reaktioner från folkmusiksverige, vilket ledde till bildandet av nätverket Folkmusiker mot främlingsfientlighet samma år.
Stensby var ordförande för Sverigedemokraterna i nordvästra Jämtland, partiets musikpolitiske talesman och valdes 2013 till suppleant i partistyrelsen. Kort därefter kunde dock tidningen Expressen avslöja att Stensby skrivit rasistiska kommentarer på den invandringskritiska webbplatsen Avpixlat och även uttryckt sympatier för den norske terroristen Anders Behring Breivik. Sverigedemokraternas presstalesman Martin Kinnunen ansåg att detta agerande var  "fullständigt oacceptabelt" och Stensby lämnade då samtliga uppdrag inom partiet och begärde även utträde ur detta. Stensby blev också utesluten ur Lärarförbundet och hotades även av uppsägning från sin lärartjänst. Stensby, som senare återinträdde i Sverigedemokraterna, registrerades i mars 2023 som utvandrad.
Stensby gifte sig 1986 och hette under en period Stensby Jönsson, men skilde sig senare.

## Diskografi (som Marie Stensby)
- 1976 – Unga spelmän från södra Sverige (Caprice CAP 1099)
- 1980 – Gränslöst (tillsammans  med Per Gudmundson, Amigo AMLP 703)
- 1999 –  Bohusbeddar och Övdalslieker  (tillsammans med Verf Lena Egardt, Giga GCD–43)
- 2010 –  Svensk folkton (tillsammans med Pelle Gustafson, PGCD003)